# Jacob Ferdinand Voet

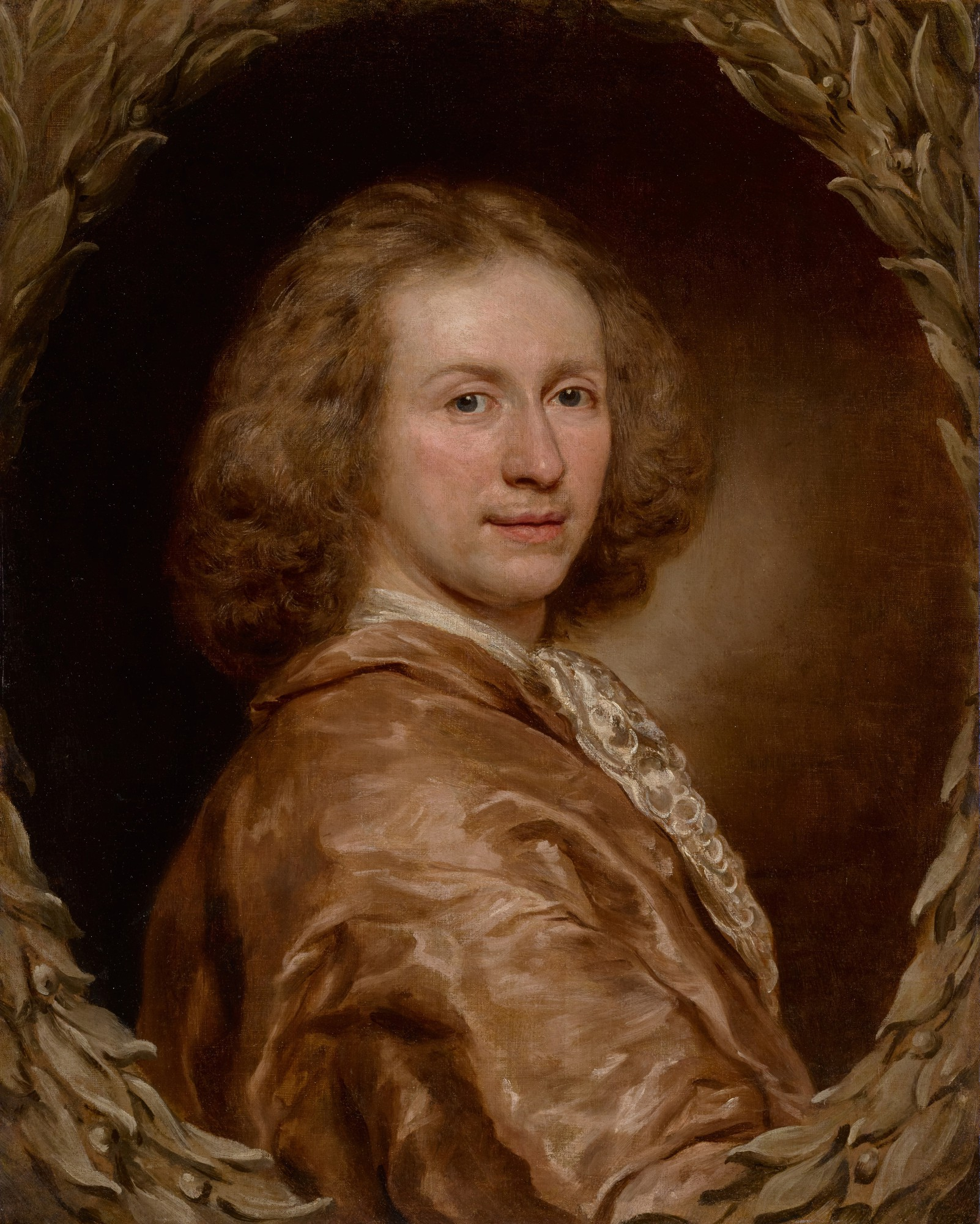
Selbstporträt, 1681

Jacob Ferdinand Voet (* März 1639 (getauft am 14. März 1639); † 26. September 1689 in Paris) war ein flämischer Porträtmaler. Er hatte eine internationale Karriere, die ihn vor allem nach Italien und Frankreich brachte. Voet gilt als einer der besten und modernsten Porträtisten des Hochbarock.

## Leben

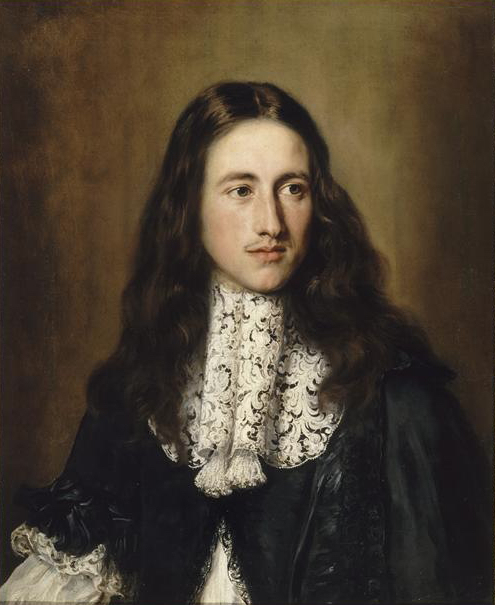
J. F. Voet: Augusto Chigi, Sohn des Agostino Chigi und der Maria Virginia Borghese

Über Jacob Ferdinand Voets Kindheit und Jugend, seine Ausbildung und frühe Karriere ist nur wenig bekannt. Er wurde in Antwerpen als Sohn des Malers Elias Voet geboren. Früh verließ er Antwerpen und begab sich nach Rom, wo er von 1663 bis 1680 lebte. Voet wurde Mitglied der sogenannten Bentvueghels, einer Gruppe hauptsächlich holländischer und flämischer Maler in Rom. Einer seiner damaligen Bekannten, Johan van Bunnik, berichtete später, Voet habe auf der weißgekalkten Wand in  der römischen Gaststätte, wo sich die Bentvueghels häufig trafen, alle Mitglieder an die Wand gemalt. Das Bild wurde sehr geschätzt und jedes Mal, wenn die Wände gestrichen wurden, ließ man es stehen.
In Rom waren Voets Fähigkeiten als Porträtist sehr gefragt, sowohl am päpstlichen Hof, als auch in der römischen Aristokratie, einschließlich einflussreicher Familien wie der Colonna und der Odescalchi. Er hinterließ auch ein Bildnis von der in Rom residierenden Christina von Schweden und von ihrem Vertrauten Kardinal Decio Azzolini. Ebenso ließen sich reiche Europäer, die auf ihrer Grand Tour nach Rom kamen, von ihm malen.

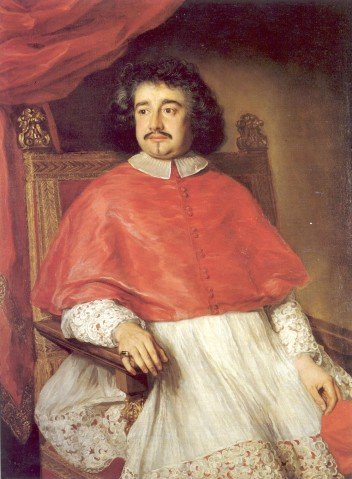
J. F. Voet: Kardinal Flavio Chigi (Palazzo Chigi, Ariccia)

1671/72 erhielt Voet von Kardinal Flavio Chigi den umfangreichen Auftrag, junge Damen aus der römischen Aristokratie zu malen. So schuf er zwischen 1672 und 1678 eine erste Serie von 37 Porträts der schönsten Frauen von Rom (Galleria delle Belle) für den Palazzo Chigi in Ariccia, südlich von Rom in den Colli Albani. Später kopierte und erweiterte er diese Serie für andere römische und italienische Adelsfamilien. Dies löste in Rom und andernorts eine regelrechte Begeisterung für Porträts junger Damen aus. Unter Voets Damenporträts fallen besonders mehrere Bildnisse der Schwestern Maria und Ortensia Mancini auf.

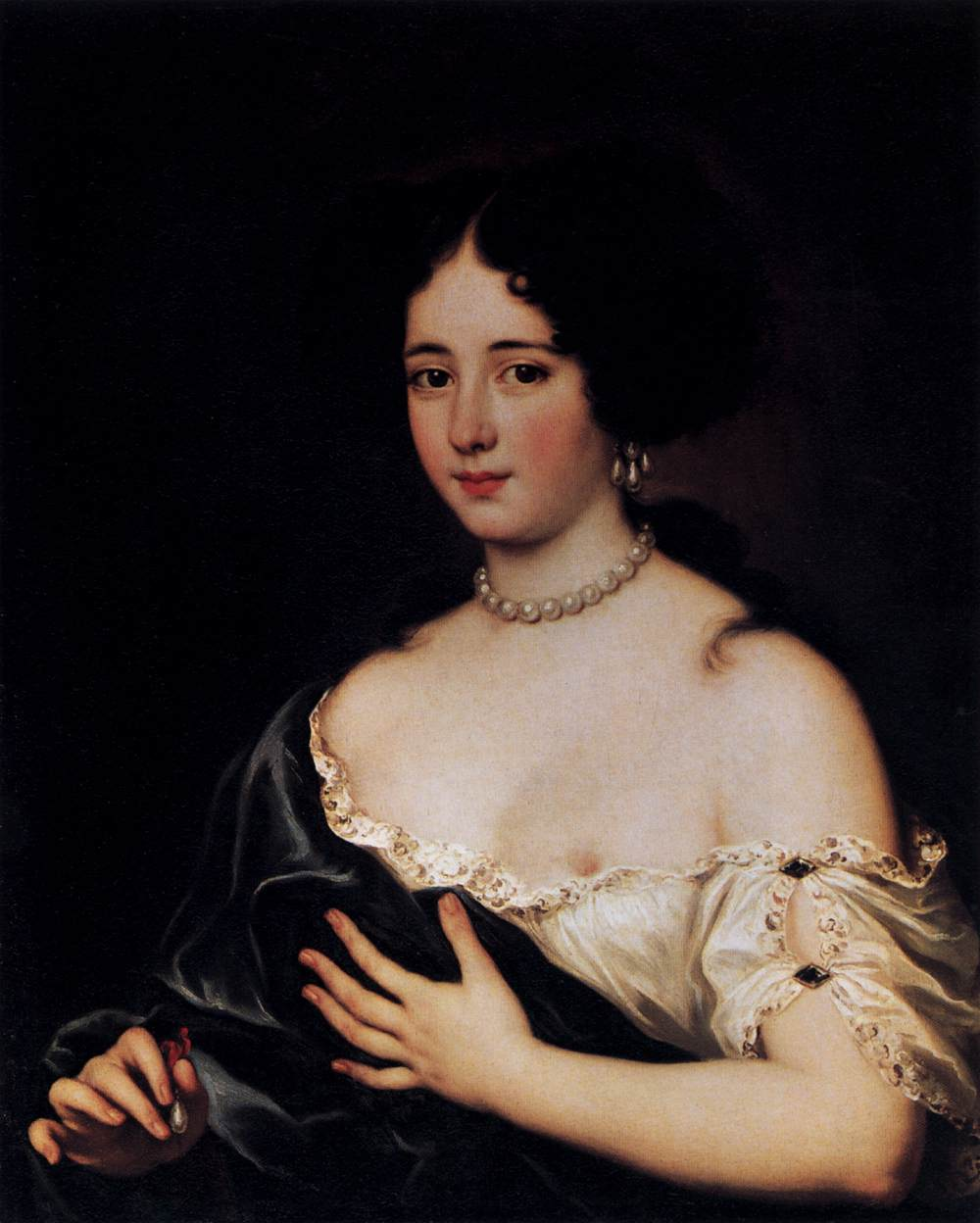
J. F. Voet: Maria Mancini, verheiratete Fürstin Colonna, als Kleopatra, um 1675 (Staatliche Museen zu Berlin)

Jacob Ferdinand Voet lebte in Rom zusammen mit dem Maler und Stecher Cornelis Bloemaert. 1678 wurde er von Papst Innozenz XI. aus der Stadt verbannt, weil er in einigen seiner Gemälde bekannte Damen der Gesellschaft mit 'unschicklichen' Dekolletés dargestellt hatte (z. B. Maria und Ortensia Mancini). Voet verließ Rom und ist 1680 in Mailand nachgewiesen. 1681 war er in Florenz, wo er für die Medici arbeitete. Von 1682 bis 1684 war er in Turin. Er kehrte 1684 nach Antwerpen zurück. Nach seinem Biographen Arnold Houbraken (18. Jahrhundert), trat Voet seine Rückreise von Turin nach Antwerpen zusammen mit dem holländischen Maler Jan van Bunnik an, den er bereits aus Rom durch Cornelis Bloemaert kannte. Von Turin gingen sie zunächst nach Lyon, wo sie den Malern Adriaen van der Cabel, Pieter van Bloemen und Gillis Wenix begegneten. Dann fuhren sie weiter nach Paris (?) in der Gesellschaft eines dritten Malers Jacob van Bunnik, einem Bruder von Jan van Bunnik.
Voet war vermutlich 1684 zurück in Antwerpen, das er etwa zwischen 1684 und 1686 wieder verließ, um nach Paris zu gehen. Dort porträtierte er einige politische und militärische Persönlichkeiten wie Michel Le Tellier, den Kriegsminister Louvois und den Marquis d'Humières. Jacques d'Agar war wahrscheinlich sein Schüler.
Jacob Ferdinand Voet starb am 26. September 1689 in Paris  in seinem Haus am Quai de Guénégaud.

## Werk

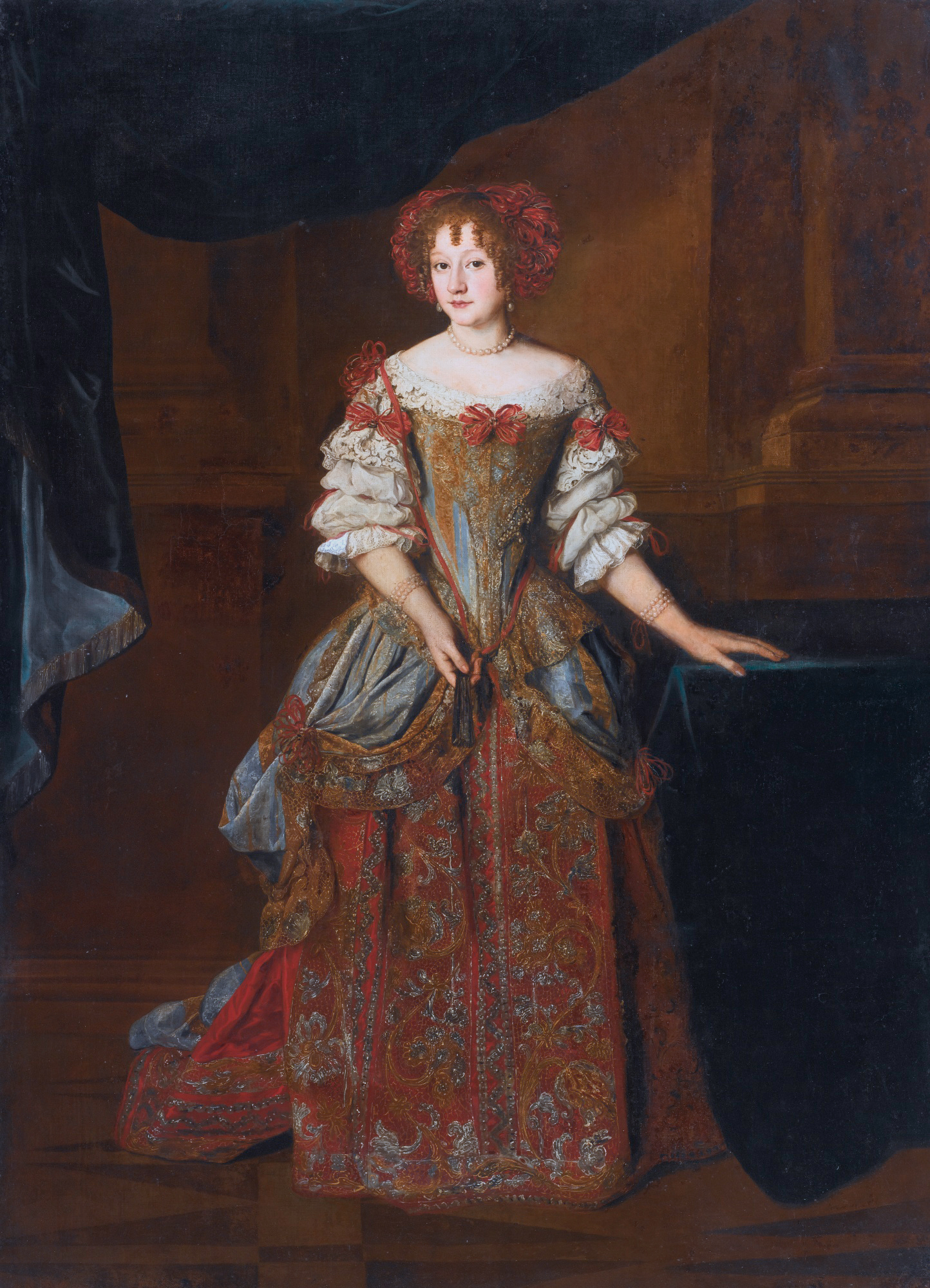
Prinzessin Teresa Pamphilj Cybo (1654 – 1704), ca. 1675

Jacob Ferdinand Voet war spezialisiert auf Porträts. Sein früher holländischer Biograph Houbraken erwähnt, dass Voet auch Historien und Landschaften gemalt habe, aber den größten Erfolg hatte er mit seinen Bildnissen von Mitgliedern der Aristokratie und kirchlicher Würdenträger. Derzeit (Stand 2018) werden ihm ausschließlich Porträts zugeschrieben; Historien- und Landschaftsgemälde von ihm sind nicht bekannt.
Voets Spezialität waren halbfigurige Porträts und Bruststücke, bei denen die gesamte Aufmerksamkeit auf der dargestellten Person liegt, die vor einem neutralen, meist dunklen Hintergrund erscheint. Er war in der Lage, die Person sehr lebensecht darzustellen, mit beseelten Augen. Dekorative Elemente von Frisur und Kleidung, wie z. B. und insbesondere die Muster der zu jener Zeit hochmodernen Spitzen sind exakt und realistisch eingefangen. Seine Gemälde scheinen mit müheloser Leichtigkeit und Akkuratesse und mit flüssigem Pinselstrich ausgeführt. Er war auch für Miniatur-Porträts bekannt.
Es ist wahrscheinlich, dass Porträtmaler wie Carlo Maratta (1625–1713) und Pierre Mignard (1612–1695), die zu seiner Zeit in Rom aktiv waren, ihn in der Eleganz seines Stils inspirierten, welche er mit typisch flämischer Aufmerksamkeit fürs Detail kombinierte.
Seine Werke erfuhren weite Verbreitung durch Kopien des römischen Malers Pietro Veglia und durch Stiche des flämischen Kupferstechers Albertus Clouwet. Der römische Publizist Giovanni Giacomo Rossi veröffentlichte Voets Porträts von Kardinälen in seinen Effigies Cardinalium nunc viventum.

Gemälde von Jacob Ferdinand Voet
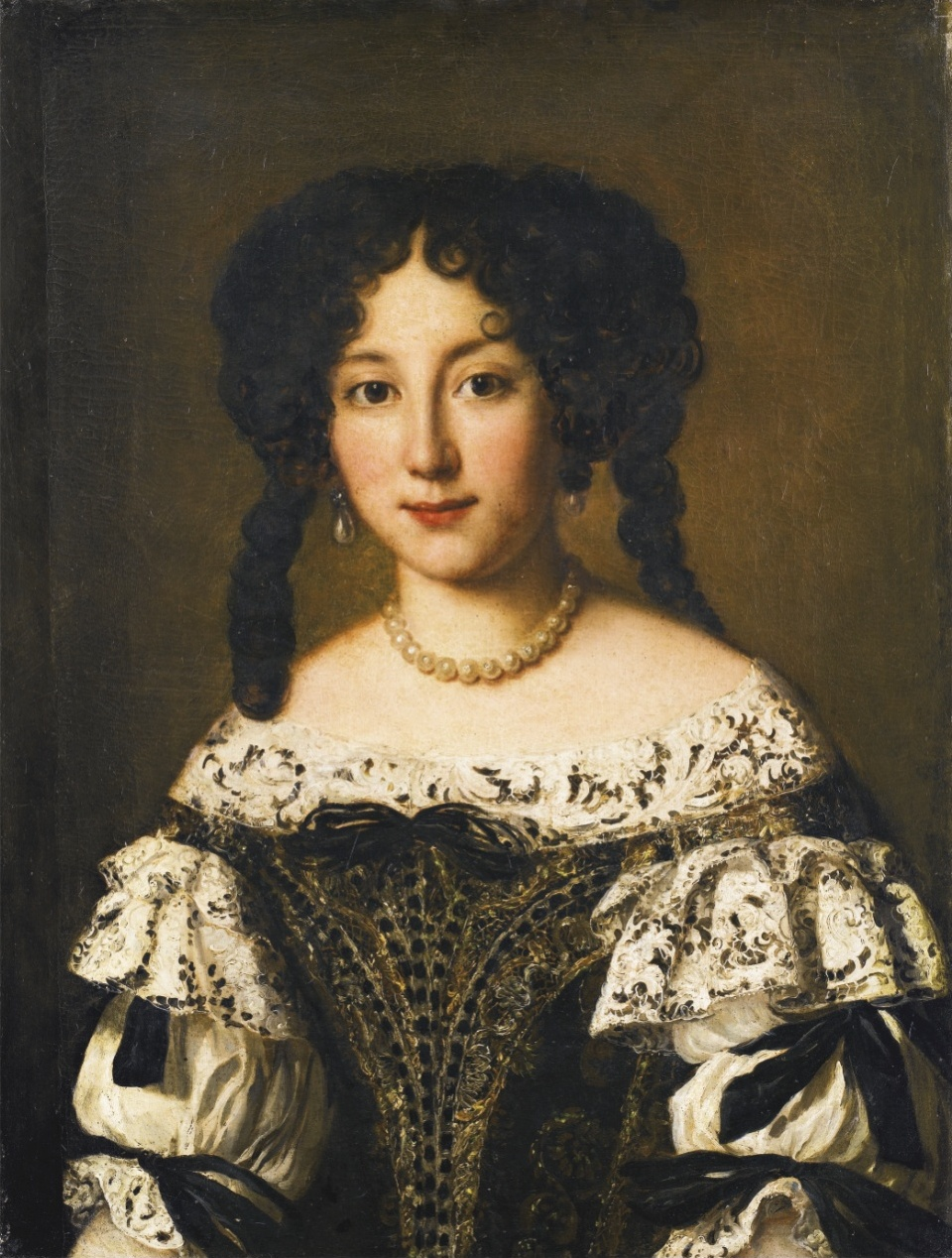
Die Marquesa Martha Ghezzi Baldinotti, nach 1670
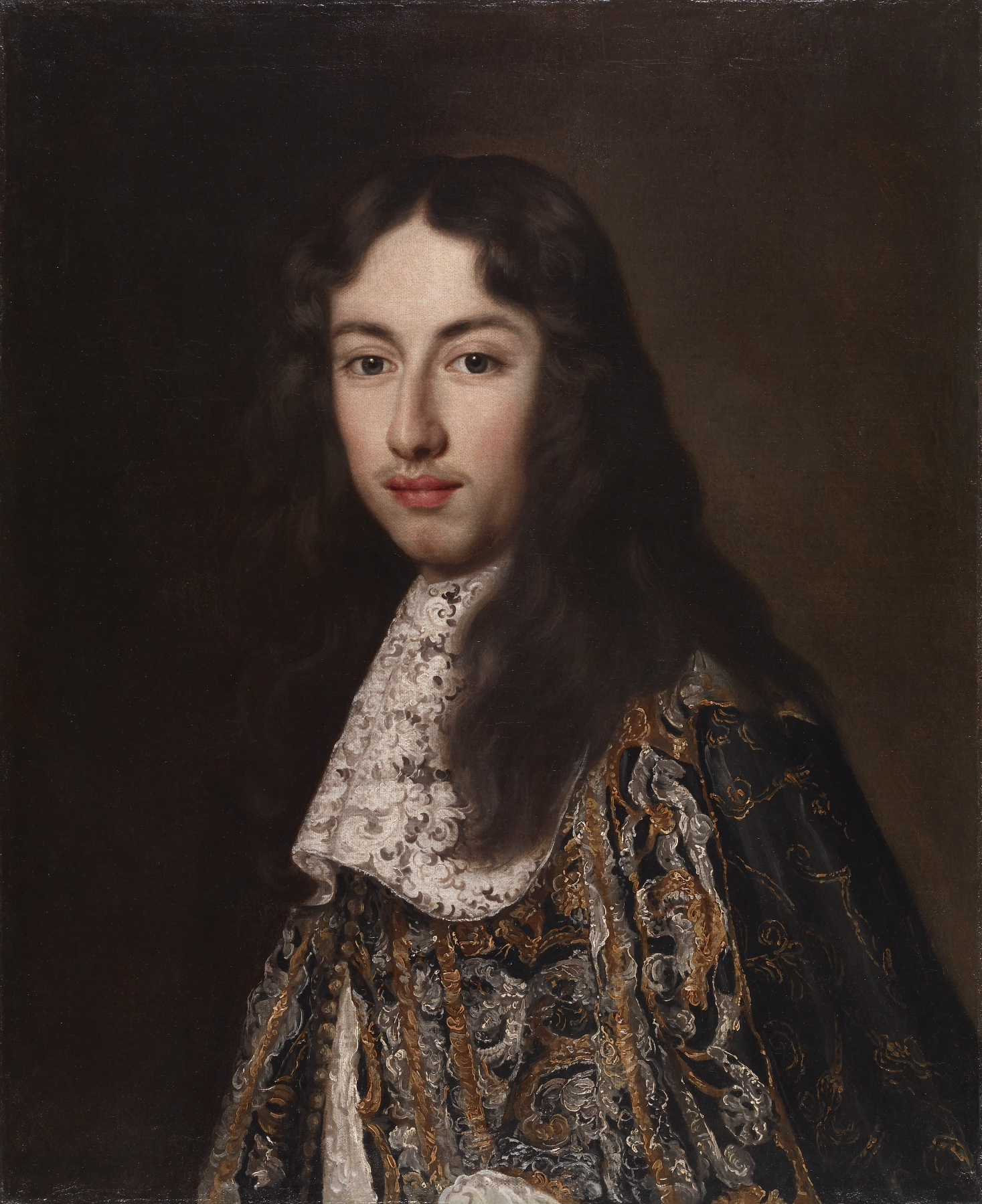
Livio Odescalchi, ca. 1675 (Walters Art Museum, Baltimore)
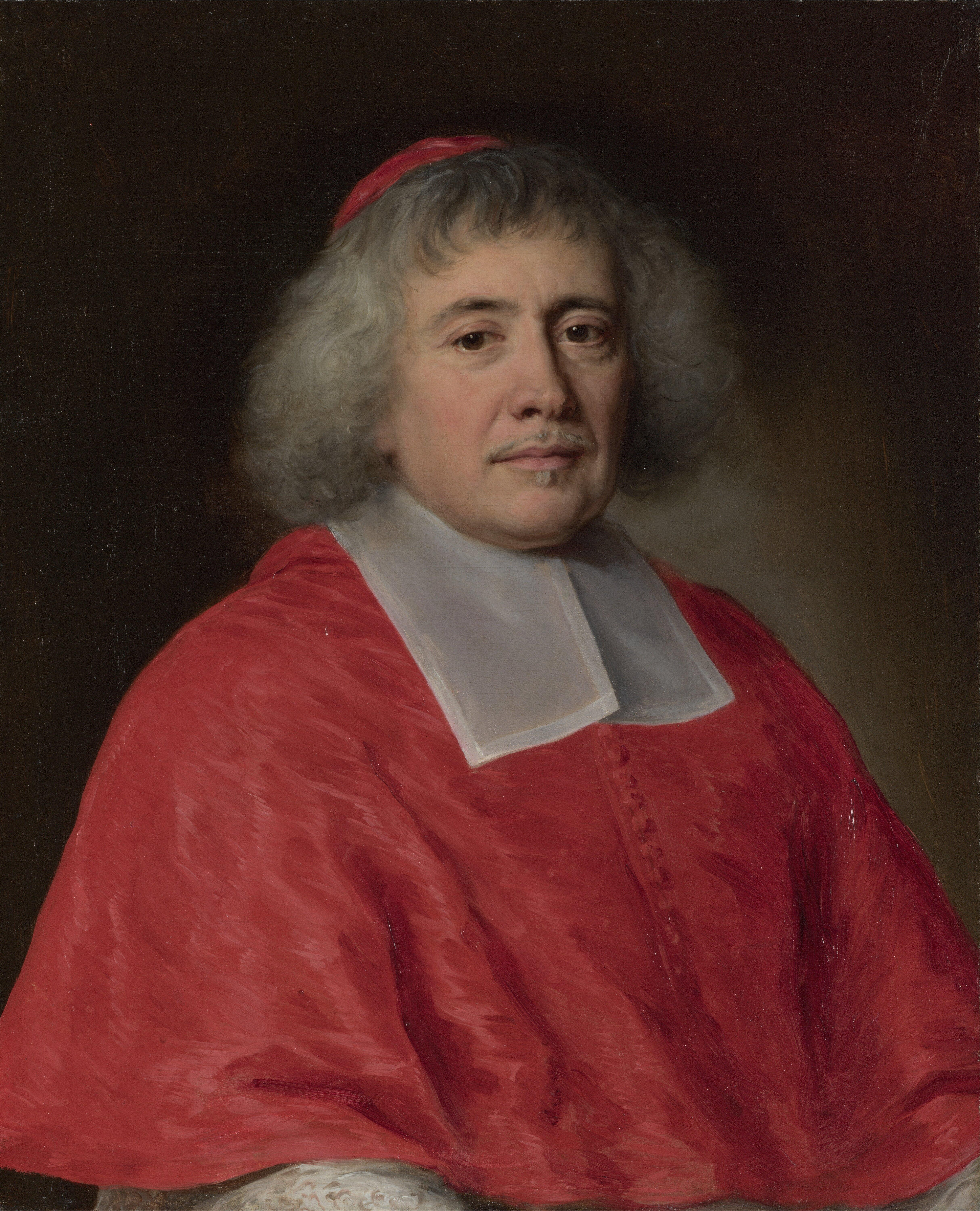
Der Kardinal de Retz, 1676 (National Gallery, London)
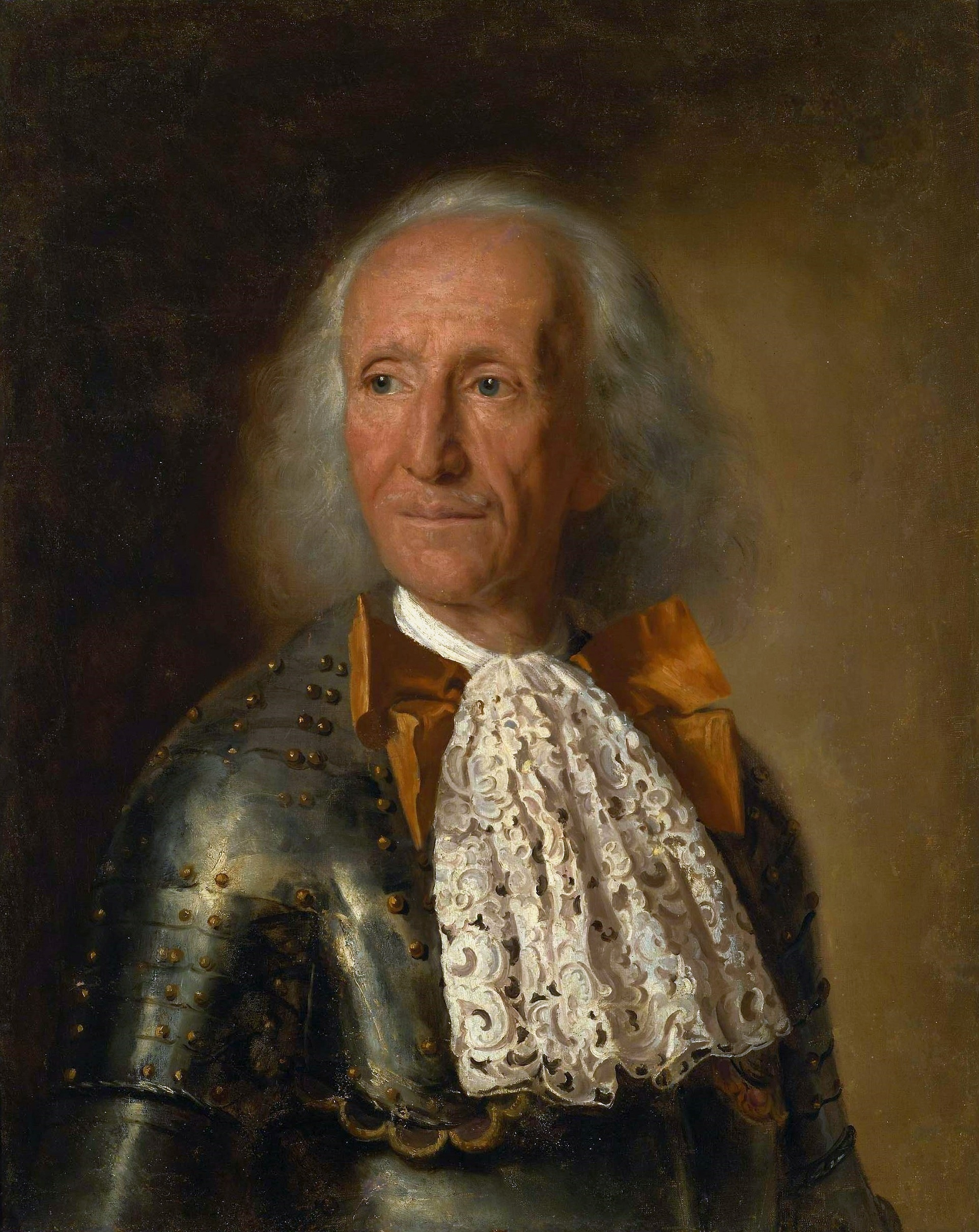
Orazio Archinto, ca. 1680–1683 (Nationalmuseum Warschau)
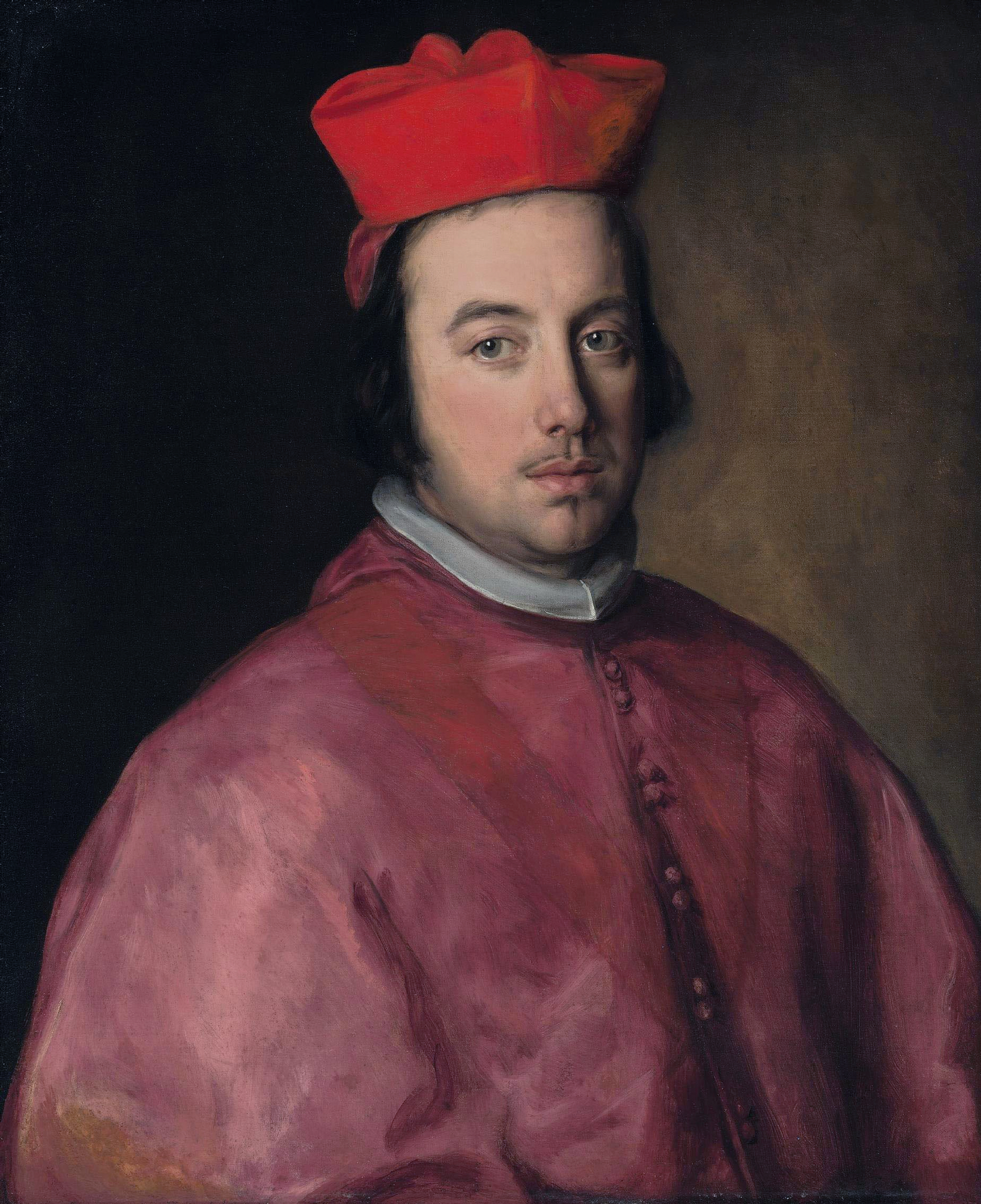
Kardinal Luis Antonio Fernández de Portocarrero (?) (1635–1709)
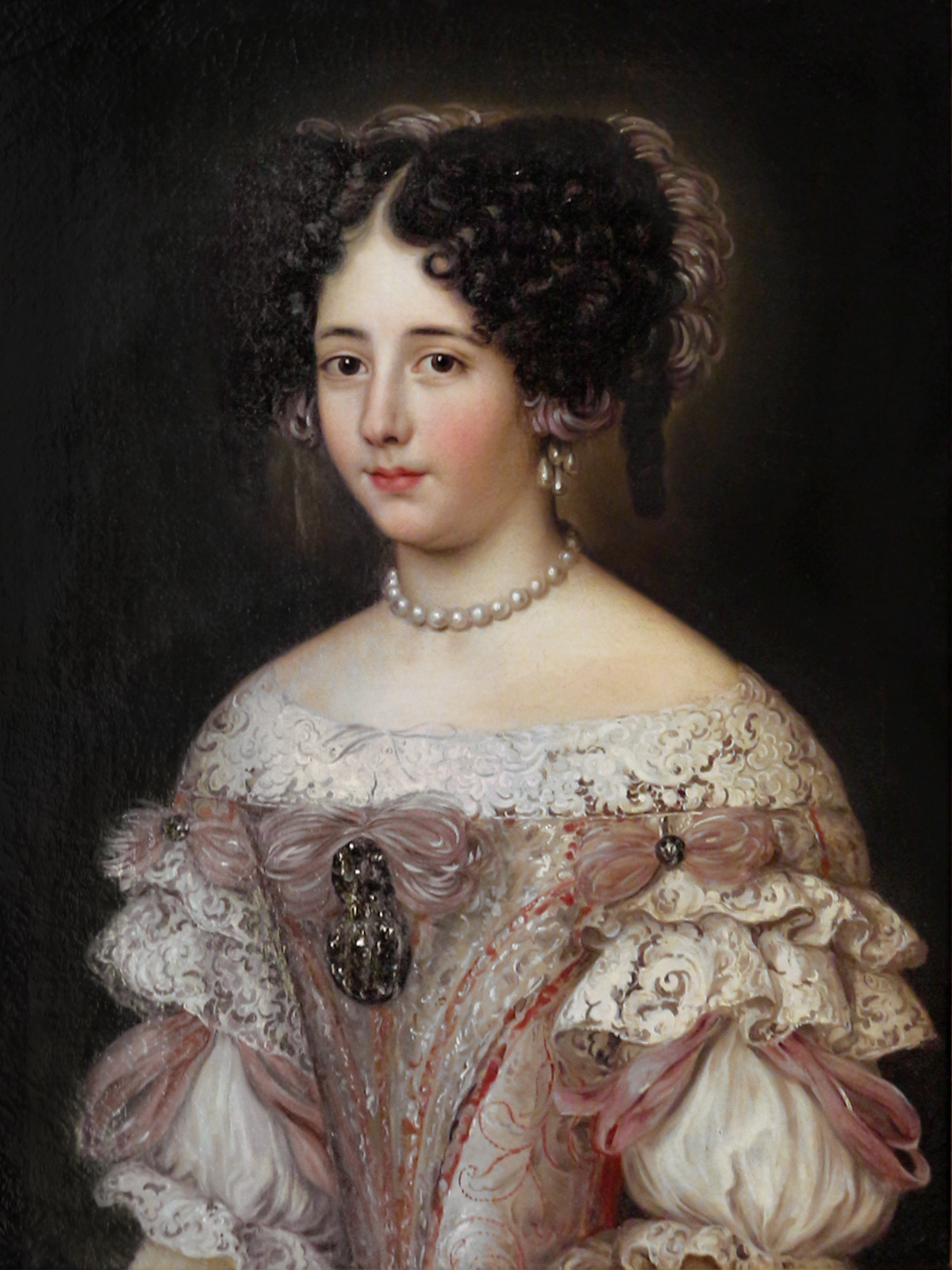
Maria Mancini, ca. 1672–1676